# Beinn Mhic Chasgaig
Beinn Mhic Chasgaig är ett berg i Storbritannien.   Det ligger i kommunen Highland och riksdelen Skottland, i den nordvästra delen av landet, 600 km nordväst om huvudstaden London. Toppen på Beinn Mhic Chasgaig är 864 meter över havet, eller 172 meter över den omgivande terrängen. Bredden vid basen är 1,3 km.
Terrängen runt Beinn Mhic Chasgaig är kuperad österut, men västerut är den bergig.Runt Beinn Mhic Chasgaig är det mycket glesbefolkat, med 2 invånare per kvadratkilometer. Närmaste större samhälle är Kinlochleven, 12,1 km norr om Beinn Mhic Chasgaig. Trakten runt Beinn Mhic Chasgaig består i huvudsak av gräsmarker.